# Bornscheider Bach
Der Bornscheider Bach ist ein knapp vier Kilometer langer, orographisch linker und südlicher Zufluss des Waldbrölbachs.

## Geographie

### Verlauf
Der Bornscheider Bach entspringt auf einer Höhe von ungefähr 247 m ü. NHN südlich von Bornscheid an der Wasserscheide der Nutscheid. An der Anhöhe von Bornscheid entspringen außerdem noch der Wingenbach und der Ottersbach. Bornscheid liegt an der Wasserscheide der Nutscheid.
Der Bach fließt in nordwestliche Richtung und mündet schließlich auf einer Höhe von etwa 138 m ü. NHN linksseitig bei Schönenberg in den Waldbrölbach.

### Einzugsgebiet
Das 5,9 km² große Einzugsgebiet des Bornscheider Bachs wird über Waldbrölbach, Bröl, Sieg und Rhein zur Nordsee entwässert.
Sein Bachtal ist landschaftlich vor allem durch Wälder und Feuchtwiesen geprägt.

### Zuflüsse
Größter Zufluss ist der Eidenbach.
- Bonnenbach (rechts), 1,3 km
- Eidenbach (links), 2,9 km

### Orte
Am Bornscheider Bach liegen die Ortschaften
- Bornscheid,
- Oberlückerath,
- Niederlückerath
- und Rose, ein ehemaliger Schulort.